# Bomolocha exoletalis
Bomolocha exoletalis är en fjärilsart som beskrevs av Achille Guenée 1854. Bomolocha exoletalis ingår i släktet Bomolocha och familjen nattflyn. Inga underarter finns listade i Catalogue of Life.